# Ochetellus flavipes
Ochetellus flavipes é uma espécie de formiga do gênero Ochetellus.